# NASCAR Mexico Series
La NASCAR Mexico Series es una categoría automovilística de stock cars disputada en México. Es el principal certamen mexicano de automovilismo de velocidad, y es organizado por NASCAR México, una joint-venture entre NASCAR y Jimmy Morales, integrante del proyecto de la escudería Telmex. También es el primer campeonato de la NASCAR organizado fuera de Estados Unidos.
A diferencia de las divisiones estadounidenses de la NASCAR, los automóviles de la México Series tienen chasis tubular y carrocería de fibra de vidrio que imitan a modelos de automóviles de producción.

## Historia

### Antecedentes
El Desafío Corona fue establecido en 2004 por NASCAR México, una empresa conjunta entre NASCAR y el grupo mexicano de entretenimiento OCESA, con la idea de desarrollar las carreras de autos stock en México e impulsar una transición de la base histórica de fanáticos de las carreras de monoplazas del país a carreras de autos stock.
De 2004 a 2006, el Desafío Corona creció considerablemente en infraestructura, así como en número de aficionados, pilotos y patrocinadores.

### Fundación
La NASCAR Mexico Series se presentó oficialmente en la ceremonia de premiación del Desafío Corona 2006. Toyota asumió los derechos de denominación en 2012, llamándolo NASCAR Toyota Series.
La serie es una de las tres series internacionales aprobadas por NASCAR, las otras son NASCAR Pinty's Series y NASCAR Whelen Euro Series. Siguiendo las tendencias de carreras de pista corta de América del Norte para reducir costos y unificar reglas entre diferentes recorridos, NASCAR está considerando cambios en las series Canadian Tire y Corona, donde las dos series adoptan las reglas de Busch para permitir que los competidores usen los mismos autos de la NASCAR Xfinity Series.
El ganador del campeonato de la serie recibió una invitación a UNOH Battle at the Beach, anteriormente Toyota All-Star Showdown. Todos los demás pilotos también pueden intentar calificar participando en las carreras de calor.

### Suspensión y regreso
Después del final de la temporada 2015, la serie se suspendió supuestamente debido a que los organizadores de la serie querían apoyar el Gran Premio de México de Fórmula 1, que acababa de ser reactivado para 2015. Varios de los equipos y pilotos que participaron en la serie pasó a la serie Super Copa Telcel "V8".
Durante el año 2016 no se llevó a cabo la temporada del campeonato, esto debido a un cambio de administración y derechos de la marca. Únicamente se celebró una carrera de exhibición en el Autódromo Hermanos Rodríguez el 3 y 4 de diciembre del mismo año.
En octubre de 2016 se anunció que la serie regresaría con un nuevo patrocinio de PEAK Antifreeze, con una carrera de exhibición en diciembre a la que seguiría una temporada completa de 2017.
También en 2017 se crearon dos series de seguidores de NASCAR PEAK Mexico Series: NASCAR FedEx Challenge Series y NASCAR Mikel's Truck Series.
Hasta 2019, la NASCAR Mexico Series se emitía exclusivamente por Fox Sports. A partir de 2020, las carreras se transmiten en simultáneo por Fox Sports y Claro Sports.

## Categorías soportes
Con la stock car se inició también la integración de otras categorías, que correrían como soporte durante las fechas de la NASCAR Mexico Series y formarían pilotos para esta.
La segunda categoría por debajo de la México Series se denominó inicialmente Reto Dodge; luego fue renombrada en 2004 como T4 Series la cual fue dirigida por Pavel Fernández V., quien había fungido como Director de Pista y Pits en el campeonato estelar; y a partir de 2009 es denominada MiniStocks. Originalmente, la categoría era una monomarca Dodge Neon, en la cual los pilotos competían por parejas. 
En 2006 se añadieron los Chevrolet Astra y se adoptaron medidas para asemejar la competición a NASCAR, tales como un piloto por automóvil, paradas en boxes y relargadas en doble fila, la intención de Pavel Fernández al integrar estas reglas al campeonato era que todos los pilotos lograran tener una rápida adaptación al modelo de competencia de NASCAR.
A partir de 2007 se fueron cambiando por automóviles originales de tracción delantera por los Mini Stocks, con motores de seis cilindros pero con chasis tubulares, carrocería de fibra de vidrio y tracción trasera como los de la México Series. Desde 2009, la categoría se llama NASCAR México Mini Stock Series en referencia a los nuevos automóviles, fue en los últimos años de la Serie que se le cambió el nombre a Stock V6.
Desde 2017, esta categoría cambio su nombre a la NASCAR México Challenge Series, además de que para 2022 se contaría con una nueva categoría, la cual seria la Trucks Series México.

## Campeones

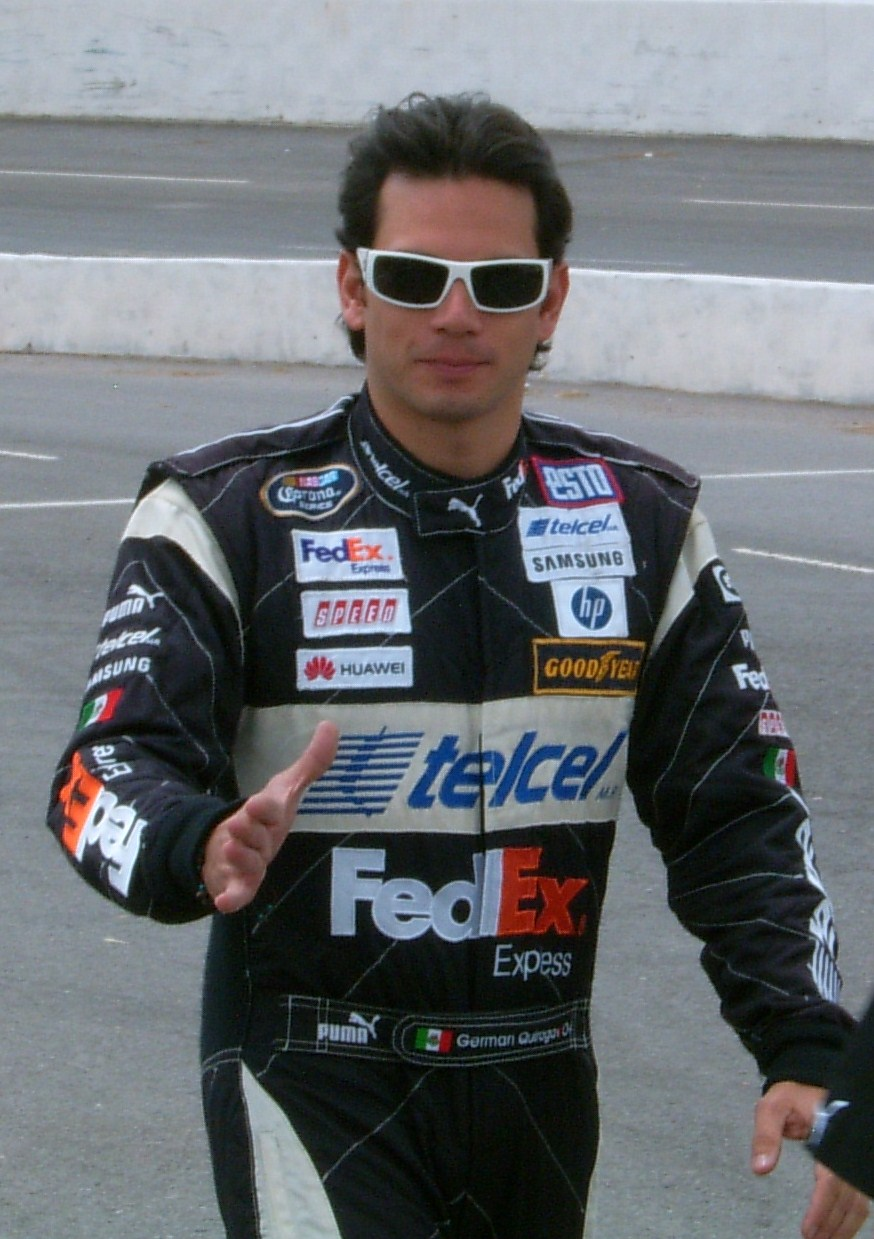
Germán Quiroga, tres veces campeón.

Seis pilotos han ganado el campeonato. El equipo Telcel es el más exitoso con cuatro campeonatos de pilotos. Rubén García Jr. es el campeón más joven con 20 años, y Rafael Martínez el más mayor con 45 años. Germán Quiroga tiene la mayor cantidad de campeonatos a su nombre con 3.
| Temporada | Campeón               | Equipo                        | Marca           | Carreras | Puntos |
| --------- | --------------------- | ----------------------------- | --------------- | -------- | ------ |
| 2004      | Carlos Pardo          | Escudería Telcel Sun Motorola | Pontiac         | 14       | 2326   |
| 2005      | Jorge Goeters         | Ramiro Fidalgo                | Pontiac / Dodge | 14       | 2320   |
| 2006      | Rogelio López         | Carlos Slim                   | Pontiac / Dodge | 14       | 2204   |
| 2007      | Rafael Martínez       | Ramiro Fidalgo                | Ford            | 14       | 2250   |
| 2008      | Antonio Pérez Mendoza | Escudería Telmex              | Dodge           | 14       | 2182   |
| 2009      | Germán Quiroga        | Equipo Telcel                 | Ford            | 14       | 2273   |
| 2010      | Germán Quiroga        | Equipo Telcel                 | Dodge / Ford    | 14       | 2173   |
| 2011      | Germán Quiroga        | Equipo Telcel                 | Dodge           | 14       | 2272   |
| 2012      | Jorge Goeters         | Team GP                       | Mazda           | 14       | 539    |
| 2013      | Rodrigo Peralta       | Denisse Guaida                | Ford            | 14       | 1198   |
| 2014      | Abraham Calderón      | Monica Morales                | Dodge           | 15       | 1200   |
| 2015      | Rubén García Jr.      | Juan Pablo García             | Toyota          | 15       | 1213   |
| 2017      | Abraham Calderón      | Jimmy Morales                 | Toyota          | 12       | 468    |
| 2018      | Rubén García Jr.      | Juan Pablo García             | Toyota          | 12       | 452    |
| 2019      | Rubén García Jr.      | Juan Pablo García             | Toyota          | 12       | 496    |
| 2020      | Ruben Rovelo          | Alessandros Racing            | Ford            | 12       | 522    |
| 2021      | Salvador de Alba Jr.  | Sidral Aga Racing team        | Ford            | 12       | 483    |
| 2022      | Rubén García Jr.      | Juan Pablo García             | Chevrolet       | 12       | 478    |

## Circuitos

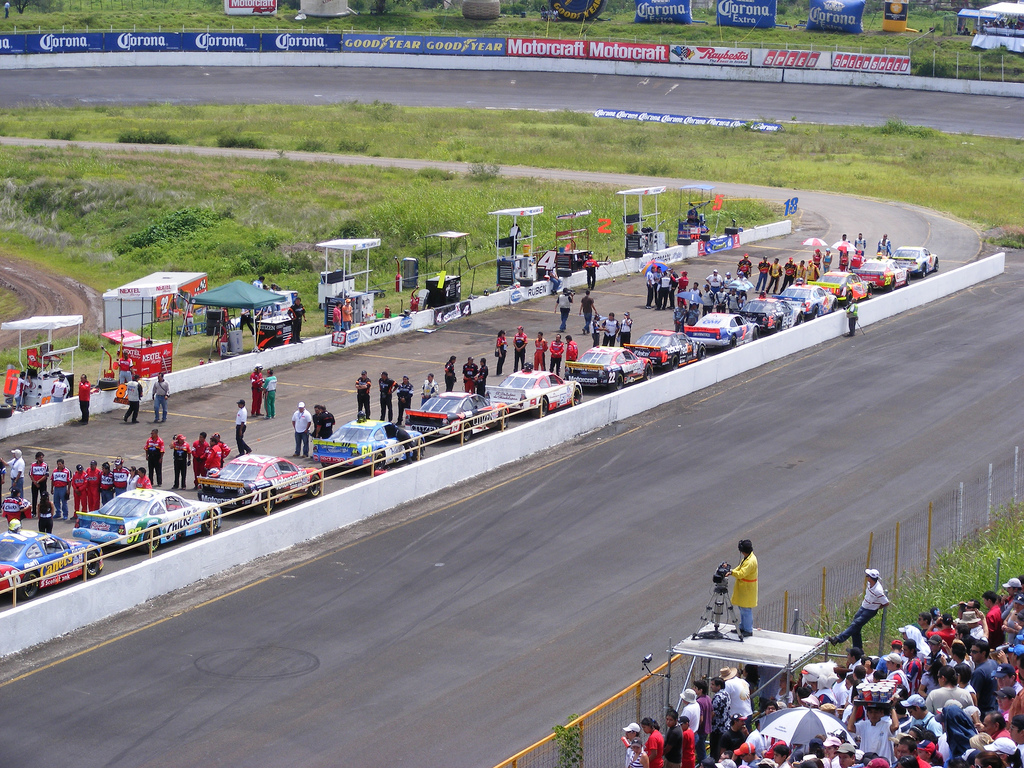
La NASCAR Mexico en el Trióvalo Internacional de Cajititlán, 2018.

La ubicada en Chihuahua desde el 2018 organiza la única carrera nocturna en cada temporada.
| Estado           | Circuito                             | Última temporada |
| ---------------- | ------------------------------------ | ---------------- |
| San Luis Potosí  | Super Óvalo Potosino                 | 2024             |
| San Luis Potosí  | Autódromo San Luis 400               | 2022             |
| Puebla           | Autódromo Miguel E. Abed             | 2022             |
| Querétaro        | Autódromo de Querétaro               | 2022             |
| Ciudad de México | Autódromo Hermanos Rodríguez         | 2022             |
| Jalisco          | Trióvalo Internacional de Cajititlán | 2022             |
| Aguascalientes   | Óvalo Aguascalientes México          | 2022             |
| Nuevo León       | Autódromo Monterrey                  | 2022             |
| Chiapas          | Súper Óvalo Chiapas                  | 2023             |
| Zacatecas        | Autódromo de Zacatecas               | 2009             |
| Chihuahua        | El Dorado Speedway                   | 2023             |
| Arizona          | Phoenix Raceway                      | 2015             |
| Guanajuato       | Autódromo de León                    | 2017             |
| Coahuila         | Autódromo Dinamita                   | 2004             |
| Hidalgo          | Autódromo Moises Solana              | 2017             |